# کلسی (مینه‌سوتا)
کلسی (به انگلیسی: Kelsey) یک منطقهٔ مسکونی در ایالات متحده آمریکا است که در Kelsey Township واقع شده‌است. کلسی ۲۰ نفر جمعیت دارد و ۳۹۶٫۸۵ متر بالاتر از سطح دریا واقع شده‌است.